# 세이프 (야구)

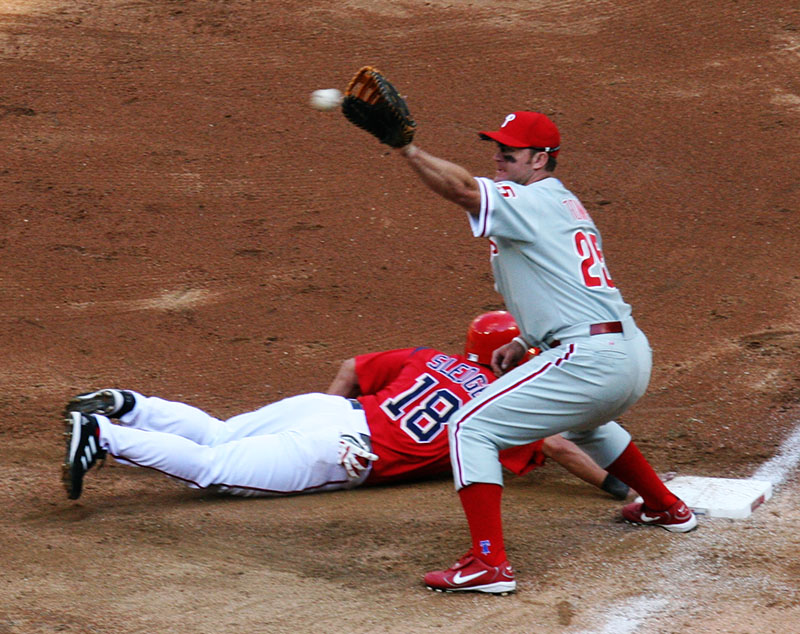
세이프

세이프(safe)는 야구에서 안타 또는 도루 그리고 진루와 같이 다음 루로 뛸 때, 아웃이 되지 않고 살아 남았음을 의미한다. 이때 심판은 양팔을 벌리고 세이프 신호를 한다.

## 세이프가 되는 상황
다음은 세이프가 될 수 있는 상황이다.

### 안타
안타는 타자가 공을 쳐서 1루, 2루, 3루, 또는 홈으로 뛰어 세이프 판정을 받을 때, 인정되는 것이다.
여기에서 안타가 인정되기 위해서 세이프 판정을 받아야 한다.

### 도루
도루는 타석에 있는 타자를 제외한 주자가 다음 루로 뛰는 것을 의미한다.
여기에서도 역시, 도루가 인정되기 위해서 세이프 판정을 받아야 한다.

### 진루
진루는 타자가 친 공이 아웃이 되었을 때 다음 루로 진루하는 것을 의미한다.
여기에서도 역시 진루가 인정되기 위해서 세이프를 받아야 한다.